# Cvjetni trg
Trg Petra Preradovića, poznatiji kao Cvjetni trg, trg je u Donjem gradu Zagreba. Poznat je po kioscima s cvijećem koji su na njemu tradicijski smješteni.
Trg se nalazi u strogom središtu grada, oko 200 metara od Trga bana Jelačića. Danas je to pješačka zona. Postoje klupe, nekoliko stabala, kafići s terasama. Omiljeno je sastajalište, dio gradske "špice". Naročito je poznat po raznim okupljanjima i štandovima koje postavljaju razne udruge, vjerske organizacije i ini, za dijeljenje letaka i druge oblike promidžbe, manja okupljanja i akcije itd. Također se organiziraju i komercijalne promotivne akcije.

## Povijest
Lokacija trga (A trg ili Margaretski trg) utvrđena je regulatornom osnovom iz 1887. godine, odluka o njegovu uređenju bit će donesena tek 1895. godine, kada je parcelizirano zakladno zemljište. Godine 1897. srušene su sve kuće između Margaretske i Preobraženske, a trg će dobiti današnji naziv Trg Petra Preradovića. Godinu dana nakon toga započela je izgradnja kuća uz istočni obod trga. Uz sjeveroistočni obod izgrađena je prema projektu Josipa pl. Vancaša monumentalna palača Prve hrvatske štedionice, a uz jugoistočni palača Farkaš arhitektonskoga biroa Hönigsberg & Deutsch (Bogovićeva 9 / Preradovićev trg 2). Izgradnjom dviju palača definitivno je utvrđen građevni pravac Bogovićeve ulice. Zapadni obod Preradovićeva trga počeo se formirati znatno ranije i njegovo će oblikovanje trajati sve do tridesetih godina 20. stoljeća. Među prvima na zapadnom obodu trga 1886. godine izgrađena je kuća Granitz koju je 1886. godine, po projektu H. Bolléa, podigao poznati tiskar i izdavač Ignjat Granitz (Preradovićev trg 6). Uz nju se prvobitno nalazila jednokatnica u kojoj je bilo kino Metropol. Na njezinu je mjestu 1937. godine prema projektu Antuna Ulricha izgrađena monumentalna modernistička šesterokatnica (Preradovićev trg 4–5). Posljednja u tom nizu uglovna je palača Ehrlich. Građena 1923. godine prema projektu Huga Ehrlicha (Preradovićev trg / Varšavska 2–4). Prema sjeveru, u Preobraženskoj ulici, na taj se niz nastavljaju palača Centralne eskomptne banke i mjenjačnice Dioniza Sunka iz 1920. godine (Preobraženska 9) i zgrada pravoslavne općine Stanka Kliske i Jurja Denzlera iz 1930. godine (Preobraženska 2 / Ilica 9).
Na sjevernom kraju trga je pravoslavna crkva Sv. Preobraženja Gospodnjeg, sagrađena 1866. godine. Južni obod trga označen je palačom Josipa Siebenscheina, sagrađenom 1873. – 1874. Zanimljivo je, da je zbog njega došlo do prvog sukoba između bogataša, koji želi graditi, i kućevlasnika okolnih kuća, koji su željeli da se na tom prostoru uredi trg. Grad je odbio zahtjev građana i dozvolio gradnju palače, jer trg nije bio predviđen po Regulativnoj osnovi iz 1865. godine.  Tako je trg nastao tek 24 godine kasnije, na prostoru južno od palače.
Konačan je oblik dobio 1930-ih godina, kada je, po riječima Snješke Knežević »postao živim i napučenim urbanim punktom«. Važnija promjena bila je još postavljanje spomenika Petru Preradoviću 1954. godine. Taj je značaj, unatoč preuređenju koje je napravljeno 1995. godine i po mnogima značilo devastaciju, zadržao do danas. Te je godine naime otvaren projekt Mihajla Kranjca i Berislava Šebetića, kojim je uređen parter trga i bitno promijenjena urbana oprema. Mišljenje je mnogih da time narušena »vizualna prepoznatljivost (šarm) i integritet trga« (Krešimir Galović). Vrijedi spomenuti da je prosvjed protiv sječe stabala na trgu organizirala eko-udruga Zelena akcija, koja je u kratkom roku prikupila 8000 potpisa za prosvjednu peticiju. Bilo je obećano da će projekt biti promijenjen i stabla sačuvana. Tih dana uslijedila je operacija Oluja. Jednog dana, rano ujutro, stabla su posječena.
Galović zaključuje: »Nakon neuspjela preuređenja započinje akutna degradacija cijeloga prostora trga, koja zahvaća i okolne objekte, koji se mahom denacionaliziraju i rasprodaju, a mnogi i namjerno zapuštaju. Na taj način pod pritiskom profita nestaju brojni sadržaji koji su Trg Petra Preradovića činili prepoznatljivim, a time i dijelom kolektivne memorije građana, koja se na tom prostoru, kao što smo vidjeli, taložila dulje od stoljeća.«
Godine 2007. dolazi do masovnih prosvjeda protiv namjere poduzetnika Tome Horvatinčića da u sklopu plana preuređenja bloka Trg Petra Preradovića – Ilica – Gundulićeva – Varšavska sruši dvije zgrade na sjevernoj strani trga (spomenutu Granitzevu zgradu, te onu do nje, na adresi "Preobraženska 6") i sagradi višekatni poslovno-stambeni prostor, s velikim ulazom u prostor trgovačkog centra. Prosvjede su organizirali inicijativa Pravo na grad i udruga Zelena akcija.
U travnju 2011. godine, trgovački centar Cvjetni je otvoren, a isti dan na trgu se dogodio još jedan, za sada posljednji, prosvjed protiv projekta.
Danas je trgu moguće pristupiti sa šest strana: iz Varšavske sa zapada, iz Preradovićeve ulice s juga, iz Bogovićeve ulice s istoka, iz Ilice kroz prolaz Oktogon sa sjeveroistoka, te iz Preobraženske i Margaretske na sjeveru.

## Imena
Trg je stoljećima bio nazivan trgom sv. Margarete po crkvi sv. Margarete kod koje se nalazio (na mjestu današnje pravoslavne crkve Preobraženja), kao i po Margaretinju koje se na njemu održavalo od 1372. godine. Prvo službeno ime bilo mu je »Preradovićev trg«, kako je preimenovan 1897. godine. Krešimir Galović navodi da se do prvog imenovanja osim Margaretskim trgom zvao i »A trg«.
U 20. stoljeću trg je ime promijenio nekolicinu puta. Prvo je 1934. godine imenovan »Trg Jeana Louisa Barthoua«, zatim 1941. godine »Trg 3«, 1946. godine »Trg bratstva i jedinstva«, a od 1990. ponovno nosi ime »Trg Petra Preradovića«.

## Daljnje čitanje
- Knežević, Snješka: Trg Petra Preradovića i Trg Petra Svačića u Zagrebu. Geneza dvaju donjogradskih trgova, "Godišnjak zaštite spomenika kulture Hrvatske", 20/21, Zagreb 1994/5. (Izvorni znanstveni rad.)

## Vanjske poveznice
- Arhitektonski značajne građevine na Cvjetnom trgu, Arhitektura Zagreba